# Eduard von der Hellen
Eduard von der Hellen (Beverstedt, 27 ottobre 1863 – Stoccarda, 17 dicembre 1927) è stato un archivista, curatore editoriale e scrittore tedesco.

## Biografia

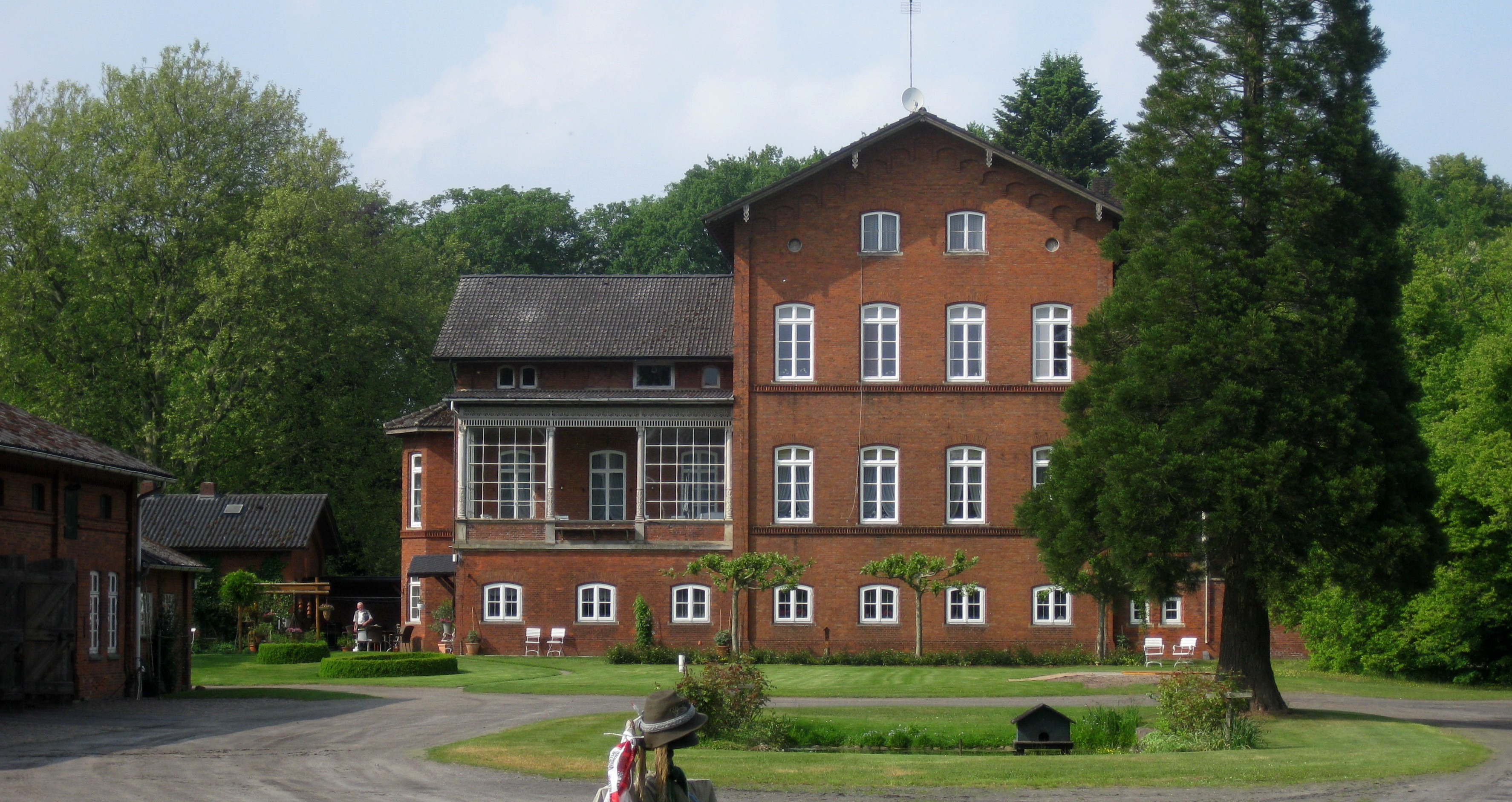
La casa natale di Eduard von der Hellen, Gutshaus Von der Hellen in Nassen Straße a Wellen

Nato a Wellen (oggi nel comune di Beverstedt), von der Hellen fu archivista dell'archivio di Goethe (in seguito archivi di Goethe e Schiller) a Weimar e collega di Rudolf Steiner. Nel 1894 si trasferì al Nietzsche-Archiv, che la sorella di Friedrich Nietzsche, Elisabeth Förster-Nietzsche, aveva appena fondato a Naumburg an der Saale. Ciò condusse a una disputa con Steiner, che probabilmente aveva anche ambizioni per la pubblicazione delle opere di Nietzsche. Dopo solo pochi mesi, tuttavia, Hellen abbandono nuovamente l'Archivio Nietzsche.
Nel 1900 si trasferì a Stoccarda. Lì fu fino al 1923 consulente letterario della casa editrice Cotta. Von der Hellen fu il curatore principale dell'edizione giubilare di 40 volumi delle opere di Goethe, pubblicata tra il 1902 e il 1912, e l'edizione secolare di sedici volumi delle opere di Schiller del 1904 e 1905.

## Opere

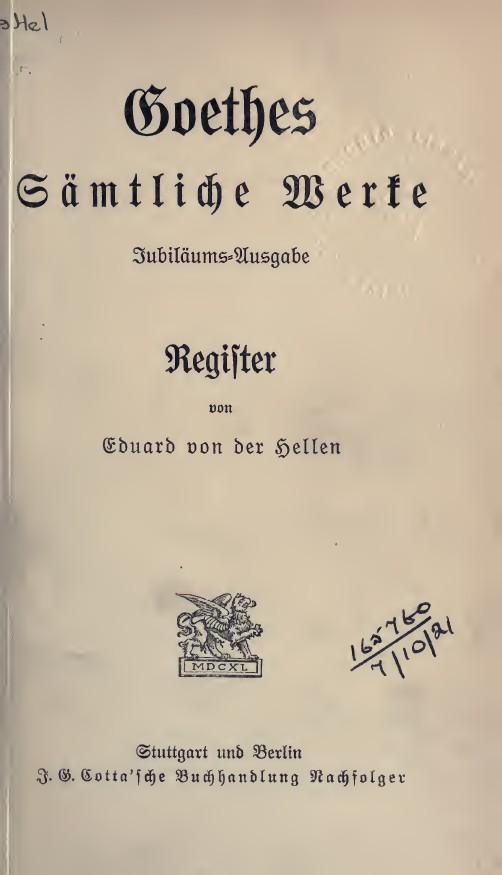
Register (1912)

### Come autore
- Goethes Anteil an Lavaters physiognomischen Fragmenten
- Wilhelm I. und Bismarck in ihrem Briefwechsel
- Heinrich von Plate. Der Roman eines Privilegierten, Stuttgart und Berlin, 1921
- Register, Stuttgart und Berlin, J. G. Cotta'sche Buchhandlung Nachfolger, 1912.

### Come curatore
(oltre alle opere citate)
- Das Journal von Tiefurt, in: Schriften der Goethe-Gesellschaft, a cura di von Bernhard Suphan, 7. Band, Weimar, 1892
- Fürst Bismarcks Briefe an seine Braut und Gattin, Stuttgart, 1912